# 八曲仙人

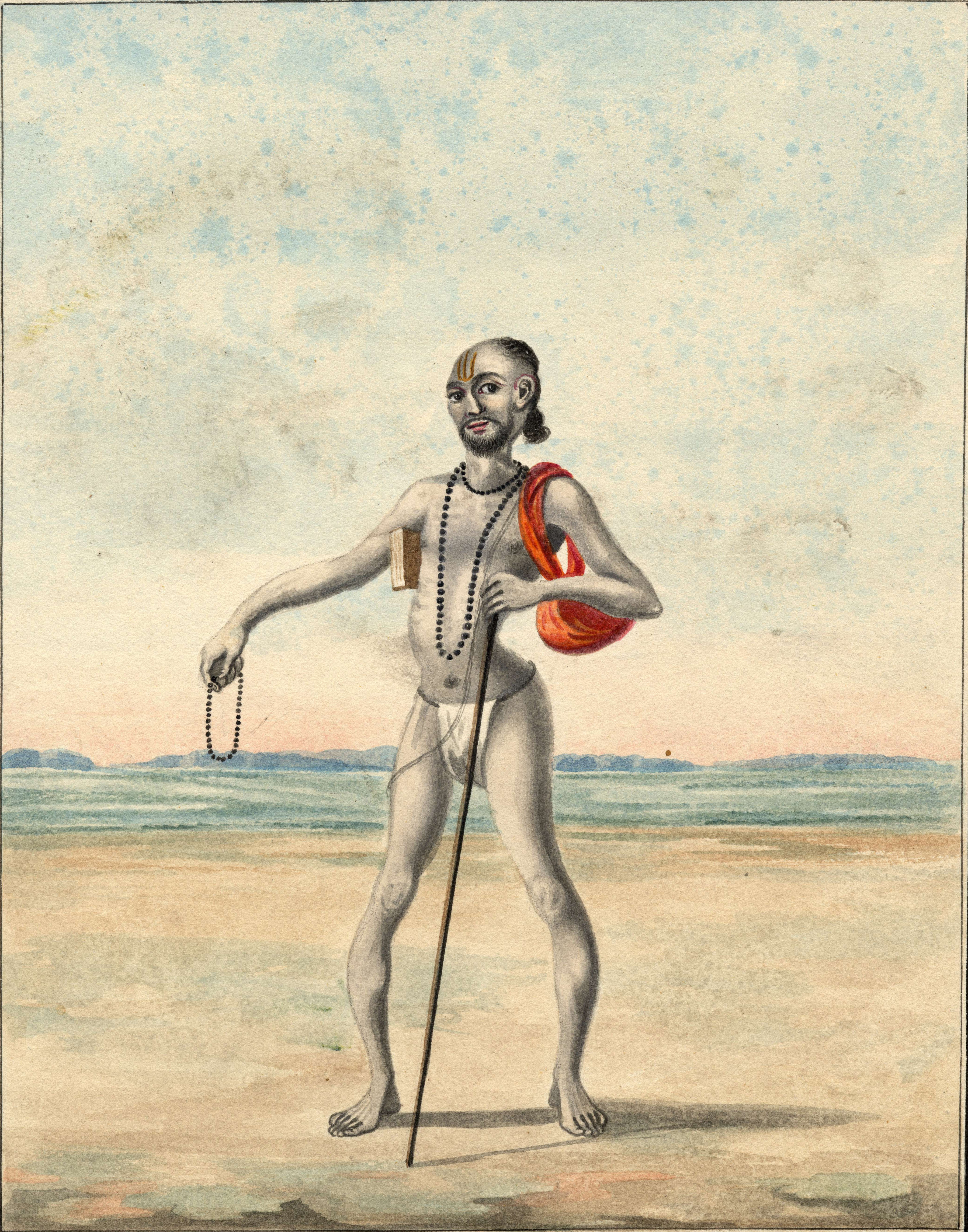

八曲仙人（羅馬化：Aṣṭāvakra），印度神话中的仙人。他的雙手雙腳、兩邊膝蓋、頭胸等八個部位都扭曲變形。其父迦果羅是聖人阿盧尼的頭號弟子，并迎娶了師父的女兒蘇佳塔（Sujata）。蘇佳塔在懷孕期間仍舊跟著父親與丈夫一同聆聽吠陀經典，因此八曲在胎兒時期就通曉許多知識。長大後的八曲成為一名博學的智者，並在薩門迦河（Samanga）中洗澡而恢復了正常人的形體。
八曲仙人門下有兩位重要的弟子——祭皮衣仙人（Yajnavalkya，又稱耶若婆佉）和毘提訶國（Videha）國王遮那迦（Janaka），其中，他向遮那迦王開釋的語錄後來編譯成了著名的《八曲梵歌》（Ashtavakra Gita）。祭皮衣仙人则成为一位偉大的瑜珈聖者，編著了奧義經典《百道梵書》（Satapatha Brahmana）。